# Best I Ever Had (Drake)
Best I Ever Had is een nummer van de Canadese rapper Drake uit 2009. Het is de eerste single van zijn debuut-EP So Far Gone.
"Best I Ever Had" bevat samples uit Fallin' in Love van Hamilton, Joe Frank & Reynolds en Do It for the Boy van Lil' Wayne. Het nummer betekende de doorbraak voor Drake in Noord-Amerika, met een 24e positie in zijn thuisland Canada, en een 2e positie in de Amerikaanse Billboard Hot 100. In Nederland was het een van de Europese landen waar de plaat de hitlijsten (zowel de Nederlandse Top 40 als de Mega Top 50) niet bereikte, en was met een 5e positie in de Tipparade dan ook niet succesvol. Hoewel het nummer in Vlaanderen de beide hitlijsten niet bereikte, werd het daar wel een radiohit.